# Municipio de Imlay (Dakota del Sur)
El municipio de Imlay (en inglés: Imlay Township) es un municipio ubicado en el condado de Pennington en el estado estadounidense de Dakota del Sur. En el año 2010 tenía una población de 7 habitantes y una densidad poblacional de 0,02 personas por km².

## Geografía
El municipio de Imlay se encuentra ubicado en las coordenadas 43°49′41″N 102°19′59″O / 43.82806, -102.33306. Según la Oficina del Censo de los Estados Unidos, el municipio tiene una superficie total de 286.04 km², de la cual 285,83 km² corresponden a tierra firme y (0,07 %) 0,2 km² es agua.

## Demografía
Según el censo de 2010, había 7 personas residiendo en el municipio de Imlay. La densidad de población era de 0,02 hab./km². De los 7 habitantes, el municipio de Imlay estaba compuesto por el 85,71 % blancos, el 14,29 % eran amerindios. Del total de la población el 0 % eran hispanos o latinos de cualquier raza.